# РТВ Фортуна
Телевизија Фортуна је телевизијска станица у Сомбору.

## Историјат
Телевизија Фортуна основана је као ТВ Сомбор 1994. године, да би касније променила име у Канал 54 јер је емитовала програм на 54. каналу. Једна је од најстаријих приватних телевизијских станица у Војводини. 
Већ на почетку емитовања сигнала на 54. каналу, са предајником постављеним на хотелу Слобода, сигнал је покривао већи део Бачке, као и делове Хрватске и Мађарске. Сигнал је добацивао до Србобрана, Суботице, Бачке Тополе, у Хрватској до Осијека, Винковаца, Вуковара и Белог Манастира, да би се постављањем предајника на шећерану у Црвенки, који је емитовао сигнал на 58. каналу, сигнал појачао и повећала покривеност до Новог Сада и Бачке Паланке. 
Међутим, после извесног времена, сигнал на 58. каналу се искључује и телевизија остаје да ради само на 54. каналу са солидном покривеношћу на територији Бачке.

## Данас
Телевизија Фортуна емитује програм на кабловским системима у Сомбору, Апатину, Кули и Врбасу. У склопу РТВ Фортуна налази се и Радио Фортуна, који емитује програм на 106,6 MHz FM. Канал 54 је почетком 2011. године променио име у „Телевизија Фортуна“.

## Spoljašnje veze
- Radio Fortuna